# 晴天, 雨天 (Moving On)
"晴天, 雨天 (Moving On)"(한국어 번역: 맑은 날, 흐린 날)은 중국의 여가수 장리인의 팝 발라드이자 중화인민공화국에서 발매한 그녀의 두 번째 싱글이다. 이 노래는 사랑하는 사람과의 이별을 "맑은 날, 비 오는 날의 경계에 서 있다"라고 비유하였으며, SM 엔터테인먼트의 작곡가 켄지가 프로듀싱을 맡았다. 뮤직 비디오에서 슈퍼주니어의 멤버 동해가 출연하였다.
B-사이드에 수록된 "愛我 (Love Me)"는 "사랑한다면 남자답게 적극적으로 표현해달라"는 여자의 마음을 담은 댄스 팝 노래로서 슈퍼주니어-M의 멤버 헨리가 랩 피쳐링을 하였다.

## 수록곡 목록
1. 晴天, 雨天 (Moving On)
2. 愛我 (Love Me) (Feat. 슈퍼주니어-M 헨리)
3. 晴天, 雨天 (Moving On) (Instrumental)